# NGC 4462
NGC 4462 é uma galáxia espiral barrada (SBab) localizada na direcção da constelação de Corvus. Possui uma declinação de -23° 09' 59" e uma ascensão recta de 12 horas, 29 minutos e 21,0 segundos.
A galáxia NGC 4462 foi descoberta em 26 de março de 1789 por William Herschel.